# Коннор Кенуэй
Ко́ннор Ке́нуэй, от рождения Радунхагейду (англ. Connor Kenway, Ratohnhaké:ton; род. 4 апреля 1756 в индейской деревне Ганадазедон), — персонаж серии игр Assassin’s Creed, главный герой компьютерной игры Assassin's Creed III (2012, переиздана в 2019). Озвучен Михаилом Тихоновым в русской локализации. Эпизодически появляется в игре Assassin’s Creed: Liberation, в книге Assassin's Creed: Отверженный и в комиксе Assassin’s Creed: Reflections. Упоминается в Assassin’s Creed IV: Black Flag.

## Биография
Коннор Кенуэй — лидер американского братства ассасинов, обладатель ранга «мастер-ассасин», владелец поместья Дэвенпорт. Принял активное участие в войне за независимость США, сражаясь на стороне Джорджа Вашингтона и Континентальной армии. Входит в число величайших ассасинов, так как восстановил из руин американский филиал ордена ассасинов и эффективно боролся с тамплиерами.
Родился в индейской деревне Ганадазедон 4 апреля 1756 года. Его мать — женщина по имени Гадзидзио из племени ганьягэха, а отец — великий магистр ордена тамплиеров в американских колониях, Хэйтем Кенуэй. При рождении получил индейское имя Радунхагейду.
В возрасте четырёх лет мальчик потерял свою мать во время пожара. В 14 лет Мать Рода показала ему странный шар. Коснувшись его, юноша увидел видение: представительница древней расы ису Юнона поручила ему важное задание — найти символ братства ассасинов. Радунхагейду покинул родную деревню и отправился искать наставника.
Им оказался пожилой ассасин Ахиллес Давенпорт. Изначально он не хотел обучать молодого человека и несколько раз отказал, но затем изменил решение и рассказал ему про многовековую борьбу между ассасинами и тамплиерами, показал портреты всех влиятельных тамплиеров. Среди них юноша узнал своего отца.
Обучение длилось около года, в течение которого Коннор развивался как физически, так и духовно. В это же время он впервые посетил Бостон, где стал свидетелем кровавых событий Бостонской бойни, и познакомился с Сэмюэлем Адамсом. Во время путешествия Ахиллес предложил Радунхагейду принять новое имя — Коннор, на что тот согласился и под которым вошёл в историю ордена.
Завершая обучение, Коннор постигал экономику и морское дело, получив в дар от Ахиллеса поместье, корабль и ценное знакомство с капитаном Робертом Фолкнером. Летом 1771 года, после возвращения Коннора из плавания, Ахиллес принял его в братство ассасинов и позволил надеть соответствующий костюм.
Главной целью Коннора стала реставрация братства ассасинов и постепенное уничтожение влиятельных тамплиеров, одновременно с этим он помогал отцам-основателям и предлагал новым людям жить и работать на территории поместья.
В 1773 году Коннор знакомится с Уильямом Молино и Стефаном Шафо, последний присоединяется к братству ассасинов. Вместе с Сэмюэлем Адамсом они организовывают протесты в Бостоне, которые выливаются в Бостонское чаепитие.
Через полгода, в 1774 году, Коннор убивает первого тамплиера — Уильяма Джонсона, хитрого предпринимателя, которые хотел нечестно завладеть землями могавков. Далее некоторое время Коннор занимался делами поместья, обеспечивал производство товаров, помогал местным жителям.
В 1775 году прибыл посланник из Бостона, который доставил письмо с просьбой помочь Полу Ревиру, что позволит Коннору найти и убить Джона Питкерна — ещё одного влиятельного тамплиера. Отношения Коннора с патриотами становятся более тесными, он активно участвует в ранних событиях войны за независимость США. Доставляет послания во время полуночной скачки Пола Ревира и Уильяма Молино, становится свидетелем первых выстрелов в Лексингтоне и бегства армии патриотов, командует несколькими отрядами патриотов у Конкорда и успешно отражает атаку красных мундиров. Далее демонстрирует отвагу во время битвы при Банкер-хилле, во время которой и убивает Питкерна. Во время этих событий Коннору удаётся познакомиться с Джорджем Вашингтоном.
В 1776 году Коннор узнаёт о заговоре против Джорджа Вашингтона, за которым стоит тамплиер Томас Хикки. Попытка убить его в Нью-Йорке оборачивается неудачей, а Коннор попадает в тюрьму и отправляется на казнь. Во время казни ассасины спасают его, срезав верёвку метательным ножом. После этого Коннор успевает убить Томаса Хикки до того, как он нанесёт удар присутствующему на казни Джорджу Вашингтону. Израэль Патнэм во всеуслышание объявляет Коннора героем, который спас жизнь главнокомандующего.
В 1777 году Коннор помогает ассасину Авелине де Гранпре в окрестностях Нью-Йорка и одновременно с этим занимается поиском сокровищ капитана Кида. Тем временем братство ассасинов в Америке разрастается, в него принимаются новые люди.
Зимой 1777 года Коннор встречается со своим отцом и вместе с ним разыскивает Бенджамина Чёрча, предавшего и патриотов, и тамплиеров. Летом 1778 года им удаётся найти и убить бывшего тамплиера. Примерно в это же время Коннор находит адмирала флота тамплиеров Николаса Биддла и убивает его.
Далее Коннор примет участие в битве при Монмуте и Чесапикском сражении, а также поможет Джорджу Вашингтону раскрыть предателя Бенедикта Арнольда в Вест-Поинте. Хэйтем сообщает ассасину, что именно Джордж Вашингтон приказал сжечь деревню Ганадазедон, и теперь намеревается повторно напасть на могавков, которые собрались воевать на стороне красных мундиров. После этого отношения Коннора с патриотами становятся прохладными.
В 1781 году Коннору удаётся убить Хэйтема Кенуэя, после чего власть в ордене тамплиеров переходит к Чарльзу Ли. Однако великим магистром он пробудет недолго: в 1782 году Коннор убивает и его, забрав таинственный амулет. Орден тамплиеров в колониях уничтожен, а патриоты уверенно одерживают победу в войне.
Коннор возвращается в родную деревню, находит хрустальный шар и в последний раз общается с Юноной. Она поручает ему спрятать амулет в надёжном месте, зная, что Дезмонд наблюдает за его действиями через Анимус. После этого Коннор становится свободен, занимается делами поместья и развивает орден ассасинов.

## Навыки
Будучи индейцем, Коннор научился охотиться, ориентироваться в лесу и лазать по деревьям в достаточно юном возрасте. Способен выжить практически в любых условиях.
Ахиллес во время многочисленных тренировок научил его сражаться и пользоваться скрытым клинком, а также действовать тайно.
Сэмюэль Адамс научил Коннора скрываться от преследования красными мундирами, срывая плакаты розыска и подкупая работников типографии.
Также Коннор обладает шестым чувством — орлиным зрением.
Коннор уверенно плавает, управляет кораблём и скачет на лошади.

## Разработка персонажа
Изначально костюм Коннора выглядел иначе — на артах ранней версии по состоянию на сентябрь 2010 года у Коннора лёгкое одеяние, покрашенное в бело-красной гамме. В игре этот костюм имеет серый цвет и его можно разблокировать, пройдя определённый второстепенный квест.
Цвет пояса Коннора вызвал бурное обсуждение среди разработчиков. После семи двухчасовых собраний было принято решение вместо кроваво-красного цвета использовать королевско-синий.
Некоторые разработчики считали, что нужно дать доступ к Коннору пораньше, а эпизоды с Хэйтемом распределить по всей игре. Но это предложение было отвергнуто.
Для создания правдоподобия компания Ubisoft включила в проект двух специалистов народности мохоки — консультанта и учителя могаукскому языку, которые помогали группе разработчиков игры в создании персонажа Коннор Кенуэя. Благодаря этим усилиям Коннор заговорил на родном языке в первой четверти игры (в детском возрасте), а позже — в общении с соплеменниками.

## Комикс
В 2017 году Коннор Кенуэй вошёл в число ассасинов, представленных в комиксах Assassin’s Creed Reflections, выполненных британским автором Иэном Эджинтоном и выпущенных по случаю 10-летнего юбилея серии Assassin’s Creed. Сюжет четвёртого выпуска комикса повествует о том, как Коннор отправляется на охоту со своей младшей дочерью Йонихьо, чтобы научить её охотиться на диких зверей.

## Критика и отзывы
У игроков и игровых изданий остались смешанные впечатления об этом персонаже. Кто-то считает его скучным персонажем с наивными взглядами на жизнь, а кто-то наоборот — недооценённым персонажем.

## Влияние
В 2017 году костюм Коннора Кенуэя был представлен косплейщиком Риком Боуэром среди костюмов наиболее известных ассасинов.